# Segreteria di Stato per le finanze e il bilancio
La Segreteria di Stato per le finanze, il bilancio e la programmazione, l'informazione, i rapporti con l'azienda autonoma di stato filatelica e numismatica è l'organo di attuazione della politica economica della Repubblica di San Marino.
L'attuale Segretario di Stato per le finanze e il bilancio è Marco Gatti.